# 喬治五世酒店
48°31′N 2°11′E / 48.52°N 2.18°E
喬治五世酒店創立於1928年，位於法國巴黎第八區喬治五世大街31號。飯店的所有權人為沙烏地阿拉伯王室的瓦利德王子，酒店則由四季酒店集團負責營運。

## 歷史沿革
這家酒店由美國企業家喬爾·希爾曼（英語：Joel Hillman）於1920年委託建築師喬治·維博（法語：Georges Wybo）興建，總造價為6,000萬法郎，剛開始營運的時期，多是來自於跨大西洋班輪而來的美國旅客，酒店在郵輪港口瑟堡-奧克特維爾設有接待處，以便將美國來的貴賓，接待到巴黎第八區的酒店。
喬爾·希爾曼因為遭遇1929年華爾街股災，第二天就將產權賣給銀行，後來由商人弗朗索瓦·杜普雷（法語：François Dupré）買下這間酒店。中間幾度易手之後，於1997年瓦利德王子收購喬治五世酒店，所有權人雖然是瓦利德王子所有，酒店則由四季酒店集團負責營運。
2018年開設SPA水療中心，提供室內游泳池、水療、按摩、土耳其浴、按摩浴缸。

## 餐廳
喬治五世酒店以擁有三家米其林指南星級評鑑餐廳聞名於巴黎，分別是：
- Le Cinq，主廚克里斯蒂安·勒斯奎爾（法語：Christian Le Squer）三星評鑑
- L’Orangerie，主廚艾倫·陶頓（法語：Alan Taudon）一星評鑑[4]
- Le George，主廚西莫内·扎诺尼一星評鑑

## 相關連結
- 喬治五世酒店 （页面存档备份，存于）